# Phidippus adumbratus
Phidippus adumbratus es una especie de araña araneomorfa del género Phidippus, familia Salticidae. Fue descrita científicamente por Gertsch en 1934.
Habita en los Estados Unidos y México.